# فرنسيس جوزيف
فرنسيس جوزيف (بالإنجليزية: Francis Joseph)‏ (6 مارس 1960 في المملكة المتحدة - 18 نوفمبر 2022) هو لاعب كرة قدم بريطاني في مركز الهجوم. لعب مع شيفيلد يونايتد ونادي بارنت ونادي بريستول روفيرز ونادي برينتفورد ونادي جينك ونادي ريدنغ ونادي غيلينغهام ونادي فولهام ونادي كرو ألكساندرا ونادي هلسنكي ونادي يوفاسكولا وهونكا ونادي ويمبلدون وتامبا باي راوديز ونادي ألدرشوت ونادي سلاو تاون وتشيرتسي تاون ‏ وتشيشام تاون ‏ ونادي ليذرهيد ووالتون وهرشام ‏ ودولويتش هاملت وووركينغهام وإمربروك ‏.

## وصلات خارجية
- فرنسيس جوزيف على موقع قاعدة بيانات كرة القدم.إي يو (الإنجليزية)